# Elecciones generales de Camboya de 2003
Las elecciones generales de Camboya de 2003 se llevaron a cabo el 27 de julio para escoger a los 123 miembros de la Asamblea Nacional de Camboya, aumentándose un escaño con respecto a las elecciones anteriores. Fueron en su momento conocidas por ser las elecciones más pacíficas desde la restauración de la democracia en 1993, con una alta mejora en cuanto a la seguridad de los centros de votación. El resultado fue una previsible victoria para el Partido Popular de Camboya, que obtuvo mayoría absoluta con 73 de los 123 escaños. El hecho de que fuera necesaria una mayoría de dos tercios para elegir al Primer ministro forzó a Hun Sen a formar de nuevo una coalición con el partido monarquista Funcinpec, aunque no se concretó la reelección de Hun Sen hasta 2004.

## Antecedentes
Camboya se convirtió en una monarquía parlamentaria democrática en la década de 1990 con sus primeras elecciones en 1993. En las dos primeras legislaturas, se habían formado coaliciones dominadas por el Partido Popular de Camboya, o CPP, (incluso aunque el Funcinpec obtuvo mayoría simple en las primeras elecciones). Las elecciones de 1998 se habían celebrado en un clima político extremadamente tenso, con un Primer ministro derrocado en un golpe institucional y una victoria ajustada del CPP, siendo cuestionada la votación y denunciándose intimidación a los votantes. Sin embargo, por mediación del Rey Norodom Sihanouk, se pudo formar un gobierno de coalición con Hun Sen como Primer ministro y el líder del Funcinpec, Norodom Ranariddh, como su Adjunto.
En las elecciones comunales de 2002, (primeras elecciones locales directas en la historia del país) el Partido Popular de Camboya obtuvo un amplio triunfo gobernando 1.597 de las 1.621 comunas o municipios de Camboya. Mientras tanto, el partido Funcinpec, en creciente crisis interna, sufrió un revés cayendo a solo el 22% de los votos. A pesar del ambiente, Camboya era considerado el país más democrático de Indochina, por la obvia razón de ser Hun Sen el único jefe de gobierno de la región que toleraba elecciones multipartidistas de algún tipo.

## Campaña

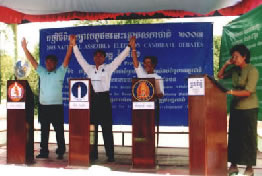
Debate a finales de julio durante la última etapa de la campaña.

El período previo a la elección vio algunos incidentes violentos como el asesinato de un juez y político miembro del Funcinpec. Sin embargo, se destacó esta campaña por ser una de las más limpias y pacíficas en la historia electoral del país. Durante la misma, el Secretario de Estado de los Estados Unidos Colin Powell viajó a Camboya, se reunió con los líderes de los tres principales partidos políticos del país (el CPP, el Funcinpec y el Partido Sam Rainsy o Partido de la Nación Jemer), y reclamó al gobierno camboyano que diera a todos los partidos participantes en las elecciones una cobertura más equitativa en los medios de comunicación. Después de estas peticiones, los partidos opositores aparecieron con mucha más frecuencia en televisión, aunque todavía existían informes de intimidación a los votantes en zonas rurales por parte del CPP. En total 22 partidos participaron en las elecciones, pero solo tres fueron vistos como verdaderos contendientes en la elección.
El Partido Popular de Camboya tenía control sobre gran parte de los medios de comunicación, más fondos y una mayor maquinaria partidista. Hun Sen basó su campaña en el desarrollo económico del país, afirmando en marzo que se estaba ejecutando un plan de 1,5 mil millones de dólares para contrarrestar la pobreza. El partido obtenía también un amplio apoyo popular debido a que la administración de Hun Sen había sido la más tranquila de la historia del país desde el fin del régimen de los Jemeres Rojos. En las zonas urbanas, sin embargo, los jóvenes se mostraban ansiosos por un cambio y apoyaron a la oposición.
Los dos principales partidos de la oposición criticaron al gobierno de Hun Sen por su corrupción y se comprometieron a mejorar la salud y la educación en Camboya. Funcinpec prometió una ambiciosa reforma económica y un aumento de la inversión extranjera, pero su líder, Norodom Ranariddh, era visto entre la población como ineficaz debido a su fracaso en dominar el gobierno durante su administración y su popularidad estaba en declive, mientras que el partido estaba en proceso de descomposición. Mientras tanto, el Partido Sam Rainsy criticó la corrupción, prometió más dinero para la salud, la educación y el sueldo de los funcionarios públicos mal pagados, y trató de atraer a los pobres. El partido había crecido en fuerza desde la elección anterior, pero su líder Sam Rainsy fue visto como autoritario y personalista.

## Resultados

### Resultado nacional
La participación electoral fue alta, con el 83% de los votantes registrados concurriendo a emitir sufragio. Sin embargo, en comparación con los porcentajes anteriores, que rondaban el 90%, se redujo bastante. El Partido Popular de Camboya obtuvo mayoría absoluta con 73 de los 123 escaños. Sin embargo, todavía no llegaba a la mayoría necesaria para elegir al Primer ministro por sí mismo. El Funcinpec perdió terreno dejando caer desde el 31% que había ganado en 1998 a solo un poco más del 20% de este tiempo, mientras que el Partido Sam Rainsy se elevó a 24 escaños, de 15 que había ganado en 1998.
| Partido                            | Partido                                                                              | Votos     | %      | %   | Escaños | Escaños |
| ---------------------------------- | ------------------------------------------------------------------------------------ | --------- | ------ | --- | ------- | ------- |
|                                    | Partido Popular de Camboya                                                           | 2.447.259 | 47.35% |     | 73/123  | 9       |
|                                    | Partido Sam Rainsy (Nación Jemer)                                                    | 1.130.423 | 21.87% |     | 24/123  | 9       |
|                                    | Frente Unido Nacional por una Camboya Independiente, Neutral, Pacífica y Cooperativa | 1.072.313 | 20.75% |     | 26/123  | 17      |
|                                    | Partido Democrático Jemer                                                            | 95.927    | 1.86%  |     |         |         |
|                                    | Partido del Arroz                                                                    | 76.086    | 1.47%  |     |         |         |
|                                    | Partido Buddra Indra                                                                 | 62.338    | 1.21%  |     |         |         |
|                                    | Partido Jemer Proloung                                                               | 56.010    | 1.08%  |     |         |         |
| Votos en blanco/anulados           | Votos en blanco/anulados                                                             | 108.657   |        |     |         |         |
| Total                              | Total                                                                                | 5.168.837 | 100    | 100 | 123     | 1       |
| Votantes registrados/participación | Votantes registrados/participación                                                   | 6.341.834 | 83.22  |     |         |         |
| Fuente:www.necelect.org.kh         |                                                                                      |           |        |     |         |         |

### Resultados por provincia
El CPP triunfó en todas las provincias de Camboya excepto en la circunscripción de Nom Pen, en la que el Partido Sam Rainsy obtuvo una amplia victoria. Fue la primera elección en la que el Funcinpec no obtenía mayoría de votos en ninguna provincia.
|  | 49.46 % |

|  | 24.04 % |

|  | 20.19 % |

|  | 6.31 % |

|  | 50.71 % |

|  | 28.18 % |

|  | 15.46 % |

|  | 5.65 % |

|  | 41.85 % |

|  | 24.03 % |

|  | 23.99 % |

|  | 10.13 % |

|  | 59.00 % |

|  | 19.39 % |

|  | 13.39 % |

|  | 8.22 % |

|  | 56.22 % |

|  | 23.91 % |

|  | 14.14 % |

|  | 5.73 % |

|  | 45.65 % |

|  | 22.66 % |

|  | 21.87 % |

|  | 9.87 % |

|  | 50.25 % |

|  | 27.83 % |

|  | 16.37 % |

|  | 5.56 % |

|  | 41.63 % |

|  | 26.78 % |

|  | 25.17 % |

|  | 6.42 % |

|  | 55.36 % |

|  | 20.72 % |

|  | 15.19 % |

|  | 8.73 % |

|  | 57.99 % |

|  | 32.21 % |

|  | 7.34 % |

|  | 2.46 % |

|  | 48.09 % |

|  | 27.70 % |

|  | 19.40 % |

|  | 4.82 % |

|  | 69.32 % |

|  | 13.54 % |

|  | 8.99 % |

|  | 8.15 % |

|  | 58.91 % |

|  | 18.59 % |

|  | 16.04 % |

|  | 6.45 % |

|  | 55.91 % |

|  | 31.33 % |

|  | 11.33 % |

|  | 1.43 % |

|  | 48.92 % |

|  | 33.76 % |

|  | 14.67 % |

|  | 2.65 % |

|  | 60.72 % |

|  | 14.61 % |

|  | 12.11 % |

|  | 12.57 % |

|  | 48.46 % |

|  | 26.30 % |

|  | 14.71 % |

|  | 10.53 % |

|  | 59.45 % |

|  | 23.04 % |

|  | 12.70 % |

|  | 4.82 % |

|  | 63.10 % |

|  | 15.18 % |

|  | 12.59 % |

|  | 9.13 % |

|  | 62.24 % |

|  | 19.05 % |

|  | 14.13 % |

|  | 4.59 % |

|  | 56.15 % |

|  | 37.60 % |

|  | 2.29 % |

|  | 3.96 % |

|  | 55.74 % |

|  | 20.99 % |

|  | 16.68 % |

|  | 6.59 % |

|  | 63.35 % |

|  | 16.28 % |

|  | 15.77 % |

|  | 4.61 % |

|  | 54.60 % |

|  | 25.60 % |

|  | 17.25 % |

|  | 2.54 % |

## Formación del gobierno
Después de la elección, tanto el Funcinpec como el Partido Sam Rainsy se negaron a entrar al parlamento, y formaron la llamada "Alianza de los Demócratas", con el fin de bloquear la reelección de Hun Sen como Primer ministro. Se rechazaron los resultados oficiales y dijeron que estos habían sido manipulados por el Partido Popular de Camboya. Después de comenzar a amenazar con boicotear el parlamento los dos partidos fueron persuadidos por el Rey para asistir a la toma de posesión a finales de septiembre, pero se mantuvieron firmes en el rechazo de unirse a un gobierno dirigido por Hun Sen. Sin embargo, este se declaró "Primer ministro en funciones" hasta la próxima elección, logrando conservar el cargo.
| Candidato     | Fecha                                                        | Voto | CPP | Func. | SRP | Total  |
| ------------- | ------------------------------------------------------------ | ---- | --- | ----- | --- | ------ |
| Hun Sen (CPP) | 23 de septiembre de 2003 Mayoría absoluta requerida (82/123) | Sí   | 73  |       |     | 73/123 |
| Hun Sen (CPP) | 23 de septiembre de 2003 Mayoría absoluta requerida (82/123) | No   |     | 26    | 24  | 50/123 |
| Hun Sen (CPP) | 23 de septiembre de 2003 Mayoría absoluta requerida (82/123) | Abs. |     |       |     | 0/123  |

Se llegó en noviembre a un ligero acuerdo que más tarde fue rechazado nuevamente por la oposición. Las negociaciones, en gran medida rechazadas por el resentimiento personal hacia Hun Sen y su insistencia en mantenerse en el poder se prolongaron hasta mediados de 2004. Eventualmente, casi un año después de la elección, se llegó a un trato entre el CPP y el Funcinpec mediante el cual se repartirían los ministerios del gobierno entre los dos partidos y Hun Sen permanecería en el cargo de jefe de gobierno. El 15 de julio de 2004. La Parlamento de Camboya aprobó finalmente el nuevo gobierno con 96 votos a favor de 123. Hubo un aumento significativo en el número de ministros a 207, incluyendo 7 adjuntos primeros ministros y 180 ministros del gabinete, con el fin de alcanzar un acuerdo sobre el nuevo gobierno.
| Candidato     | Fecha                                                   | Voto | CPP | Func. | SRP | Total  |
| ------------- | ------------------------------------------------------- | ---- | --- | ----- | --- | ------ |
| Hun Sen (CPP) | 15 de junio de 2004 Mayoría absoluta requerida (82/123) | Sí   | 73  | 23    |     | 96/123 |
| Hun Sen (CPP) | 15 de junio de 2004 Mayoría absoluta requerida (82/123) | No   |     | 3     |     | 3/123  |
| Hun Sen (CPP) | 15 de junio de 2004 Mayoría absoluta requerida (82/123) | Abs. |     |       | 24  | 24/123 |

## Literatura
- Sorpong Peou (2006), «Consolidation or Crisis of Democracy?: Cambodia's Parliamentary Elections in 2003 and Beyond», Between Consolidation and Crisis: Elections and Democracy in Five Nations in Southeast Asia (Berlin: Lit): 41-83.